# IC 4444
Cet article court présente un sujet plus développé dans : IC 4441.
IC 4444 est une galaxie spirale intermédiaire située dans la constellation du Loup. Sa vitesse par rapport au fond diffus cosmologique est de 2 162 ± 15 km/s, ce qui correspond à une distance de Hubble de 31,9 ± 2,2 Mpc (∼104 millions d'al). 
IC 4444 a été découverte par l'astronome américain Lewis Swift en 1897. Cette première observation fut cependant enregistrée comme étant IC 4441 au sein de l'Index Catalogue et la position précise de cet objet observé, au sud-ouest d'IC 4444, ne montre rien à cet endroit. En fait, on pense plus probablement qu'IC 4441 est une observation double et mal enregistrée d'IC 4444.
La classe de luminosité d'IC 4444 est II-III et elle présente une large raie HI. Selon la base de données Simbad, IC 4444 est une radiogalaxie.
À ce jour, cinq mesures non basées sur le décalage vers le rouge (redshift) donnent une distance de 17,720 ± 6,028 Mpc (∼57,8 millions d'al), ce qui est à l'extérieur des valeurs de la distance de Hubble.

## Supernova
La supernova SN 2009G a été découverte dans IC 4444 le 5 janvier 2009 par G.Pignata et al. dans le cadre du programme de recherche de supernovas CHASE (CHilean Automatic Supernova sEarch). D'une magnitude apparente de 16,5 au moment de sa découverte, elle était de type IIP.